# Angelica keiskei
Angelica keiskei (Miq.) Koidz., comunemente nota con il nome giapponese di ashitaba (アシタバ or 明日葉?) , letteralmente "foglia del domani", è una pianta della famiglia delle Apiacee originaria del Giappone, dove si trova sulla costa del Pacifico. È endemica dell'area della penisola di Bōsō, della penisola di Miura, della penisola di Izu e delle isole Izu. È stata ampiamente coltivata al di fuori della sua incidenza naturale.

## Descrizione
È una pianta perenne, con un'altezza di crescita tipica di 50-120 centimetri. Come la maggior parte degli altri membri della famiglia delle carote, produce grandi ombrelle di fiori bianchi e ha foglie sezionate.
Angelica keiskei assomiglia ad Angelica japonica, ma si distingue per il suo periodo di fioritura, che dura da maggio a ottobre, mentre il periodo di fioritura di A. japonica dura solo tra maggio e luglio. Un altro indicatore è il colore caratteristico della sua linfa.

## Tassonomia
Questa specie prende il nome da Keisuke Ito, un medico e biologo giapponese. Una cultivar di questa specie, "Koidzumi", si riferisce al botanico Gen'ichi Koizumi. Il nome giapponese di Angelica keiskei, "ashitaba", deriva dalle capacità rigenerative sopra la media che mostra dopo un danno.

## Coltivazione

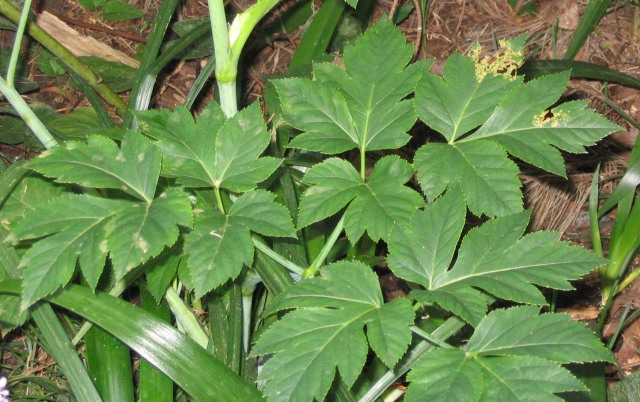
Foglie di Angelica keiskei in coltivazione

Molti giapponesi piantano ashitaba in giardini di erbe, vasi da fiore e cortili. Ciò è dovuto alle modeste condizioni di coltivazione e al rapido tasso di crescita. Questa è una pianta resistente al freddo, con temperature ottimali comprese tra 12 e 22 °C. La raccolta di una foglia all'inizio della giornata provoca spesso un nuovo germoglio che cresce durante la notte, essendo visibile la mattina seguente.

## Usi

### Uso alimentare
L'uso principale dei loro gambi, foglie e fittoni è nella cucina regionale, dove vengono utilizzati per preparare soba, tempura, shōchū, tè, gelati, pasta, ecc. La varietà Mikura-jima potrebbe eccellere in questo senso in quanto è ritenuta meno amara di altre.

#### Uso storico
Tradizionalmente, è vista come un importante contributo alla vita presumibilmente più sana e prolungata dei residenti locali, probabilmente a causa dei calconi che sono unici di questa specie di Angelica. Ad un certo punto nel periodo Edo, la linfa gialla del fieno è stata effettivamente utilizzata nel trattamento esterno del vaiolo, che ha spinto Kaibara Ekken a descrivere l'erba nel suo Yamato honzō (大 和 本草), sotto il nome di ashitagusa (鹹 草), come "un potente farmaco tonico". Nella medicina popolare, è ritenuta diuretica, tonica, digestivo e si ritiene che, se applicata localmente, possa accelerare la guarigione delle ferite e prevenirne l'infezione. Inoltre, si dice che le sue qualità nutritive siano il fattore alla base dell'esilio interno e della resistenza mai declinante delle loro famiglie di fronte al loro arduo lavoro obbligatorio.
Per ragioni analoghe, è impiegata ampiamente come mangime per il bestiame, considerata in grado di migliorare la qualità del latte, nonché la resa e per mantenere la salute del bestiame allo stesso tempo. La maggior parte di queste affermazioni deve ancora essere dimostrata negli studi, mentre gli studi hanno dimostrato la presenza di furocumarine in molti dei componenti di queste piante. La furanocumarina è nota per aumentare la sensibilità della pelle alla luce solare e può causare dermatite.